# جان-بيير لاكومب-سانت-ميشيل
جان-بيير لاكومب-سانت-ميشيل هو عسكري وضابط وسياسي فرنسي، ولد في 5 مارس 1753 في Saint-Michel-de-Vax ‏ في فرنسا، وتوفي بنفس المكان في 27 يناير 1812. انتخب member of the Council of Elders ‏ وانتخب Member of the Council of Five Hundred ‏.